# 坂東玉三郎 (3代目)
三代目 坂東玉三郎（さんだいめ ばんどう たまさぶろう、1883年（明治16年）1月16日 - 1905年（明治38年）2月15日）は歌舞伎役者。本名は守田きみ。
東京生まれ。十二代目守田勘彌の五女。兄は七代目坂東三津五郎、弟は十三代目守田勘彌。坂東玉三郎では、唯一の女性である。

## 略歴
1888年（明治21年）六歳の時坂東喜美江の芸名で新富座にて初舞台を踏む。翌年三代目坂東玉三郎を襲名する。その後子役を務め、成長してからは兄たちと共に若手歌舞伎に出演し、舞踊を舞う。女歌舞伎の市川九女八の一座に加わり評判になる。
1904年（明治37年）アメリカのセントルイス万国博覧会に日本が喫茶店を出すことになり姉みきとともに渡米。日本舞踊を踊り評判になる。その後演劇視察のためにニューヨークに留まるが、心臓病を患い翌年急死、22歳だった。吉武輝子によると、博覧会のあとはロサンゼルス、サンフランシスコ、シアトル、タコマなどを巡業したのち、ニューヨークで心臓麻痺で急死したともされる。娘道成寺で人気を集めてはいたが、日本の短音階の多い音楽はアメリカ人に合わず、フューネラル・ダンス（葬式の踊り）と受け取られて興行的にはふるわず、総勢30人余を率いる座長の玉三郎の急死はそうした心労も一因であったろうとしている。